# Candan Erçetin
Candan Erçetin (Kırklareli, 10 febbraio 1963) è una cantante turca.

## Biografia
Nata in Turchia da una famiglia di immigrati di origine albanese e macedone, ha fatto parte degli Klips ve Onlar, gruppo musicale turco degli anni ottanta con i quali ha partecipato all'Eurovision Song Contest 1986 eseguendo la canzone Halley. Nel 1990 e 1992 ha nuovamente partecipato alla selezione turca per la competizione europea.

## Discografia

### Album in studio
- 1995 – Hazırım
- 1997 – Çapkın
- 1999 – Elbette
- 2002 – Neden
- 2003 – Chante hier pour aujourd'hui
- 2004 – Melek
- 2005 – Aman doktor
- 2009 – Kırık kalpler durağında
- 2011 – Aranjman 2011
- 2013 – Milyonlarca kuştuk
- 2015 – Ah bu şarkıların gözü kör olsun

### Raccolte
- 2003 – Remix
- 2005 – Remix'5

### Singoli
- 1996 – Sevdim sevilmedim
- 1997 – Çapkın
- 1997 – Yalan
- 1998 – Oyalama artık
- 2000 – Unut sevme